# El juego del ascensor
El juego del ascensor (título original en inglés: Elevator Game) es una película de terror estadounidense de 2023 dirigida por Rebekah McKendry y protagonizada por Gino Anania, Megan Best, Alec Carlos, Nazariy Demkowicz, Samantha Halas, Madison MacIsaac, Verity Marks y Liam Stewart-Kanigan. Shudder estrenó la película el 15 de septiembre de 2023. Basada en el fenómeno en línea del mismo nombre, la película se concentra en la historia de un misterioso ritual que puede llevar al que lo realiza a otra dimensión oscura.

## Argumento
Ryan es pasante en un grupo de streamers, Chloe, Kris, Matty, Izzy y Kevin, que investigan leyendas paranormales. Durante su primer día, sugiere que el equipo investigue un edificio local donde se rumorea que una joven llamada Becki ha desaparecido después de jugar el «juego del ascensor». Se niega a decirles que Becki es su hermana y que sólo se unió al grupo con la esperanza de obtener respuestas a través de su investigación. Para poder jugar, los participantes deben viajar a pisos específicos en un orden establecido y, cuando estén en el quinto piso, deben mantener los ojos cerrados hasta que se cierren las puertas. Si tienen éxito, entrarán en el reino de los espíritus, pero si fracasan, serán destrozados por la Mujer del Quinto Piso, que es lo que le pasó a Becki.
El equipo se filma a sí mismos asumiendo el desafío, solo para ser interrumpidos. También pierden la mitad del metraje debido a anomalías de grabación provocadas por el ritual. Kris se niega a volver a hacer la tarea y sugiere que abandonen la idea. Enojado, Ryan revela su identidad y el conocimiento de que Kris se negó porque revelaría su relación inapropiada con Becki, que era menor de edad. Disgustado, el equipo se separa y la mujer del quinto piso mata a Kris. Izzy y Kevin vuelven a realizar el juego del ascensor y son asesinados por la mujer del quinto piso. Ryan también realiza el ritual, lo que lo lleva a visitar el mundo de los espíritus. Lo persiguen de regreso al mundo humano.
En la oficina, Ryan y Chloe se encuentran con un Matty aterrorizado, quien también se encontró con la mujer. Chloe descubre que la mujer es el espíritu vengativo de Allie, una aspirante a miembro de una hermandad de mujeres, quien fue muerta en una broma de novatadas. La hermandad de mujeres la había dejado en el hueco de un ascensor, donde fue aplastada accidentalmente. La única forma de detenerla es repetir el ritual. La mujer del quinto piso mata a Matty. Chloe y Ryan repiten el ritual pero no tienen éxito, ya que Chloe muere mientras Ryan queda atrapado permanentemente en el mundo de los espíritus. La película termina con un influencer de las redes sociales entrando al ascensor para hacer un vídeo sobre la desaparición del equipo.

## Reparto
- Gino Anania como Ryan Keaton.
- Megan Best como Becki Keaton.
- Alec Carlos como Kris Russo.
- Nazariy Demkowicz como Matthew «Matty» Davis.
- Samantha Halas como Mujer del quinto piso / Allie McCormick.
- Madison MacIsaac como Izzy Simpson.
- Verity Marks como Chloe Young.
- Liam Stewart-Kanigan como Kevin.
- Adam Hurtig como empresario.
- Darren Wall como guardia de seguridad.
- Bradley Sawatzky como presentador de cafetería.
- Hazel Wallace como adolescente.

## Recepción
En el sitio web agregador de reseñas Rotten Tomatoes, el 36% de las 11 críticas son positivas, con una calificación promedio de 4,8/10. Metacritic, que utiliza un promedio ponderado, asignó a la película una puntuación de 47 sobre 100, basada en 5 críticas, lo que indica críticas «mixtas o promedio».
Nick Allen de RogerEbert.com elogió la película por sus personajes y al mismo tiempo la criticó por su fluidez, señalando que «incluso los personajes comentan cómo ir de un piso, luego subir a otro, luego bajar y luego subir a otro, etc., es casi una broma». Phuong Le de The Guardian también fue crítico, ya que señaló que la premisa de la película estaba «madura con potencial para detalles de construcción de mundos y diseños creativos, pero aquí se muestra poco estilo visual».
Tyler Nichols de JoBlo.com criticó la película, citando que los personajes eran desagradables y que «Es una fuente constante de frustración ya que películas como esta NECESITAN personajes agradables. De lo contrario, ¿a quién le importa a quién persigue el fantasma?». Matt Donato de Paste agregó: «Elevator Game es más adecuado para los fanáticos del terror que quizás ni siquiera se consideren fanáticos del terror (todavía)».